# Ģirts Valdis Kristovskis
Ģirts Valdis Kristovskis, né le 19 février 1962 à Ventspils, est un homme politique letton, membre, vice-président du parti Unité.

## Biographie
Il a été ministre des Affaires étrangères de Lettonie du 3 novembre 2010 au 25 octobre 2011, après avoir été ministre de l'Intérieur entre 1991 et 1993, puis ministre de la Défense de 1998 à 2004, établissant le record de longévité à ce poste.
Membre du parti de la Voie lettonne (LC) à partir de 1993, il le quitte au bout de cinq ans pour adhérer à Pour la patrie et la liberté (TB/LNNK). En 2008, il participe à la fondation de l'Union civique (PS) de Sandra Kalniete.